# Gisela May
Gisela May (Wetzlar, 31 de mayo de 1924-Berlín, 2 de diciembre de 2016) fue una de las más destacadas actrices alemanas del teatro alemán contemporáneo. Desarrolló el núcleo de su carrera en la República Democrática Alemana y se especializó en la obra de Bertolt Brecht y las canciones de su época.
Considerada junto a Lotte Lenya, una de las intérpretes definitivas de Kurt Weill, Hanns Eisler y contemporáneos, recibió, entre otras distinciones, el Grand-Prix du Disque International en 1968, el Deutscher Kleinkunstpreis en 1987 y la "Estrella de la Sátira" del archivo del cabaret alemán de Maguncia en 2005
En 2004 fue condecorada con la máxima distinción civil otorgada por Alemania, la Bundesverdienstkreuz (Orden del Mérito de la República Federal de Alemania).

## Trayectoria

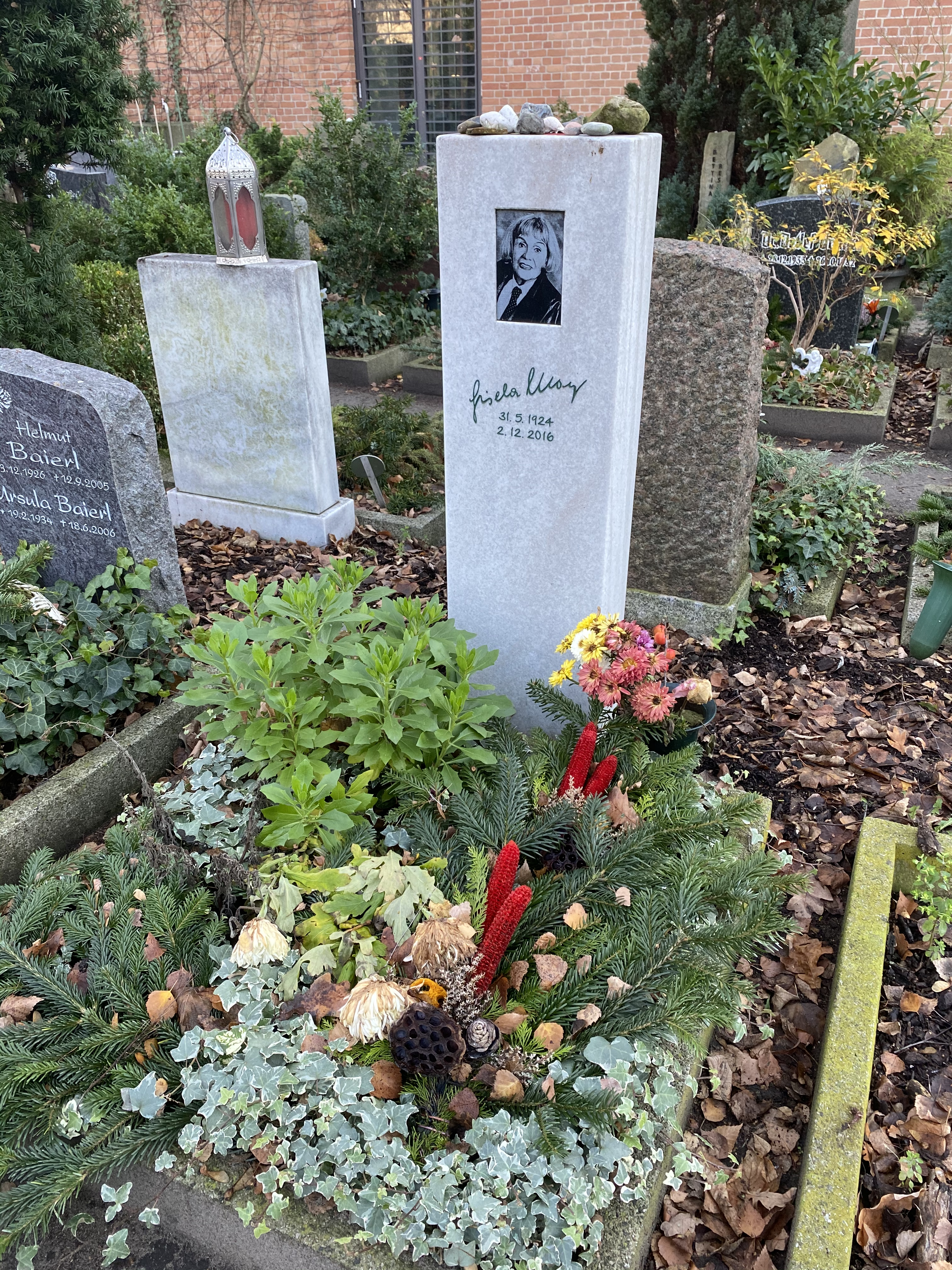
Tumba de Gisela May.

Hija del dramaturgo Ferdinand May y la actriz Käte May, se formó entre 1942 y 1944 en el Conservatorio de Leipzig. Debutó en Dresde, Leipzig, Halle y Schwerin. Estudió con Max Reinhardt e integró desde 1951 el Deutsches Theater y luego el famoso Berliner Ensemble durante tres décadas y aún hoy es considerada la mejor exponente del teatro musical de Brecht y las canciones de Kurt Weill, Paul Dessau, Hanns Eisler y otros compositores del género (Jacques Prévert, Jacques Brel, etc).
Actuaba en el Deutsches Theater cuando fue descubierta por Hanns Eisler en 1957 quien la incorporó al grupo creado por Brecht y su mujer, Helene Weigel donde interpretó Madame Cabet en Die Tage der Commune, Frau Peachem en Die Dreigroschenoper, Frau Kopecka en Schweyk im Zweiten Weltkrieg, Anna en Los siete pecados capitales y Madre Coraje y sus hijos, su encarnación más conocida que interpretó entre 1978 y 1992 habiéndolo aprendido directamente de Therese Giehse y Helene Weigel.
Otros memorables trabajos incluyeron Marie en Woyzeck de Georg Büchner, La profesión de la Señora Warren de George Bernard Shaw y Regan en Rey Lear de William Shakespeare.
Al mismo tiempo, inició una exitosa carrera solista que desarrolló en forma paralela a su labor con el Berliner Ensemble y que se tradujo en recitales, discos y cursos para cantantes y actores en varios países. Esta disciplina la llevó a presentarse en La Scala de Milán y el Carnegie Hall de Nueva York ganándole el apodo de Diseuse die Welt (Decidora del mundo).
Como actriz y "diseuse" trabajó en Leipzig, Dresde, en Australia, América, el Carnegie Hall y en musicales como Hello Dolly en el Teatro Metropol de Berlín y como Frau Schneider en Cabaret en el Theater des Westens berlinés.
Su vida ha sido objeto del film Every Song Tells a Story (1998) ganador del Prix Meilleure Vie d'Artiste Festival International du Film d'Art' 1998, París.
Escribió su autobiografía llamada Es wechseln die Zeiten.
Entre 1956 y 1965 estuvo casada con el periodista Georg Friedrich Wolfgang Honigmann y luego con Wolfgang Harich.
Desde 1972 integraba la Academia de Arte alemana y era docente en la interpretación de canciones y clases magistrales en la Universidad Humboldt, la escuela superior de música Hanns Eisler (Berlín) y la Escuela Superior de Música Franz Liszt Weimar.

## Premios
- 1959 Kunstpreis der DDR
- 1963 Nationalpreis der DDR

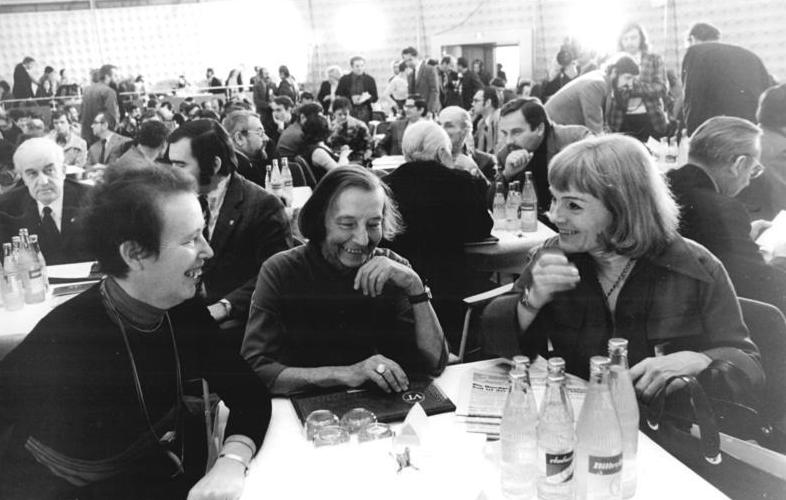
En el congreso teatral berlinés de 1975 con Ruth Berghaus y Gret Palucca.

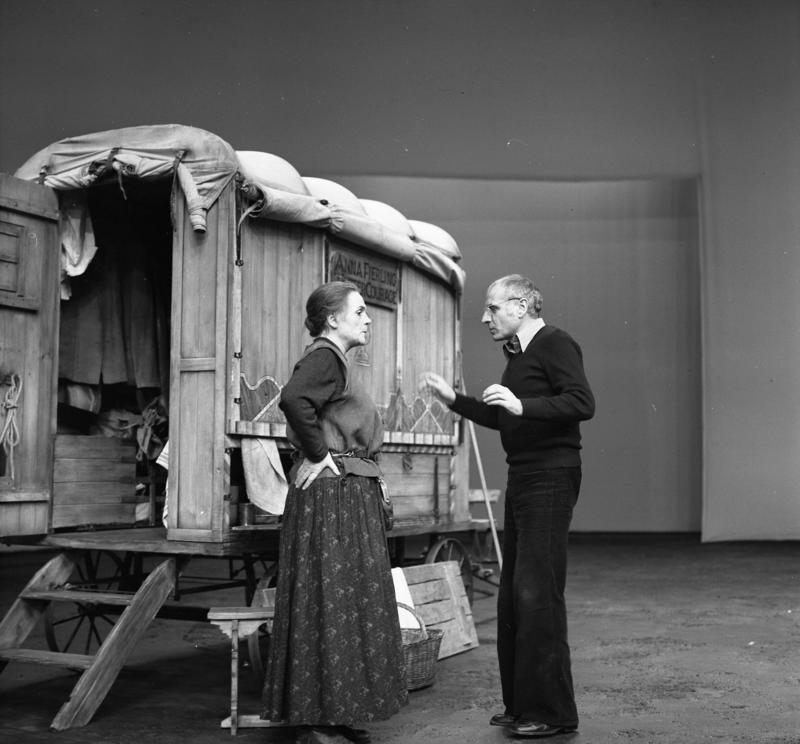
Ensayando Madre Coraje y sus hijos en 1978.

- 1968 Grand prix du disque international, París
- 1969 Gran Premio de la crítica italiana, Milán
- 1973 Obie - Premio del a crítica norteamericana
- 1973 Nationalpreis der DDR
- 1980 Vaterländischer Verdienstorden der DDR
- 1991 Filmband in Gold (Premio del film alemán)
- 2000 Verdienstorden des Landes Berlin
- 2004 Bundesverdienstkreuz
- 2005 Silbernes Blatt der Dramatiker Union
- 2005 "Stern der Satire", Deutsches Kabarettarchiv Maguncia

## Grabaciones de música y canciones
- Gisela May singt Brecht/Weill
- Brecht-Songs mit Gisela May
- Die sieben Todsünden, Brecht/Weill
- Gisela May singt Tucholsky
- Gisela May singt Erich Kästner
- Gisela May Life
- Gisela May singt Brecht/Dessau
- Lieder mit Gisela May
- Die großen Erfolge
- Der große Gesang (Pablo Neruda)
- Chansons bleiben Chansons (Jacques Brel)
- Hauspostille (Brecht; Deutscher Schallplattenpreis)
- Die dreizehn Monate (Kästner/Schmitz)
- Mikis-Theodorakis-Lieder

### Colectivos
- 1987 - 17. Festival des politischen Liedes

## Biografías
- Gisela May, Mit meinen Augen, Impressionen und Begegnungen, 1976
- Dieter Kranz Gisela May. Schauspielerin und Diseuse, Biografía ilustrada, 1973
- Gisela May, Es wechseln die Zeiten, 2002
- Gabriele Baumgartner, Dieter Helbig (Hrsg.): Biographisches Handbuch der SBZ/DDR 1945 bis 1990. Band 2. Saur, Minden 1997.
- Günter Gaus: Zur Person. Band 5: Gisela May, u.a. edition ost im Verlag Das Neue Berlin, Berlín 2001.
- Rosemarie Killius: Sei still, Kind! Adolf spricht. Gespräche mit Zeitzeuginnen. Militzke, Leipzig 2000.
- Joachim Reichow, Michael Hanisch: Filmschauspieler A-Z. Henschel, Berlín 1989.
- Renate Seydel: … gelebt für alle Zeiten. Schauspieler über sich und andere. 5. Auflage. Henschel, Berlín 1986.
- Wolfgang Bittner, Mark vom Hofe: Es gehörte auch Glück dazu. Gisela May. In: Ich bin ein öffentlicher Mensch geworden. Persönlichkeiten aus Film und Fernsehen. Horlemann Verlag, Bad Honnef 2009, ISBN 978-3-89502-277-7.